# Eriprando Poggipollini
Eriprando Poggipollini (Castel San Pietro Terme, 17 giugno 1908 – Ferrara, 8 luglio 1997) è stato un arbitro di calcio italiano.

## Carriera
Inizia ad arbitrare nel 1929.
Dopo aver arbitrato nelle serie inferiori ha esordito in Serie A il 17 gennaio 1943 a Genova nella partita Liguria-Bari (1-0).
In tutto ha diretto 21 partite di Serie B e 33 partite del massimo campionato, l'ultima a Milano il 9 aprile 1950 ed era Inter-Palermo (1-1).